# Oshigata
Oshigata (押形) est un terme japonais qui désigne une représentation graphique des attributs de la lame d'un sabre japonais à échelle 1:1 sur du papier de riz très fin.
Il s'agit en fait d'une sorte de prise d'empreintes de la lame qui constitue une véritable carte d'identité. Sa fabrication demande un bon niveau d'observation de la part de l'amateur, c'est pourquoi elle est fréquemment pratiquée pour l'entrainement des élèves polisseurs. De plus, elle permet une bonne mémorisation des caractéristiques stylistiques de chaque forgeron.
Pour commencer un oshigata, on prend l'empreinte des contours de la lame avec une sorte de gomme noire (de la soie vers la pointe) sans oublier de faire un frottis régulier au niveau de la soie, permettant de prendre l'empreinte du mei (signature).
Dans un second temps, on dessine les attributs de la ligne de trempe en prenant soin de garder les bonnes dimensions. Certains amateurs rajoutent une représentation du hada (particulièrement difficile), mais cela a tendance à encombrer le tout et à noyer les caractéristiques essentielles.

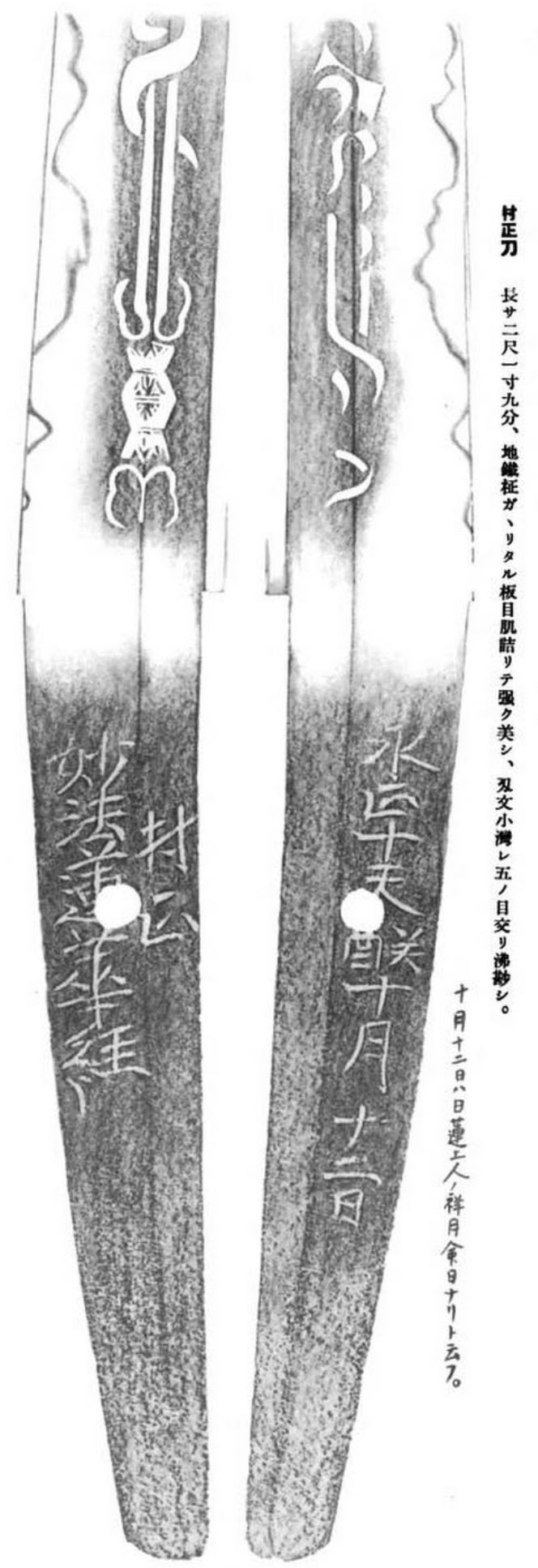
Oshigata d'une lame de Myōhō Muramasa.
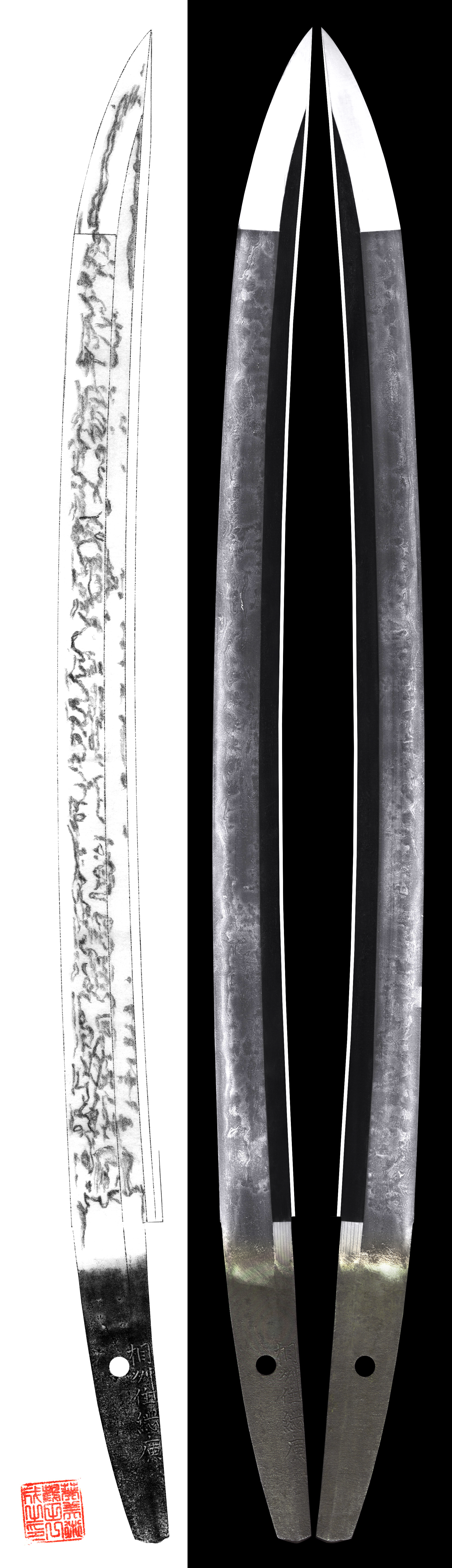
Oshigata d'une lame de Tsunahiro Wakizashi.
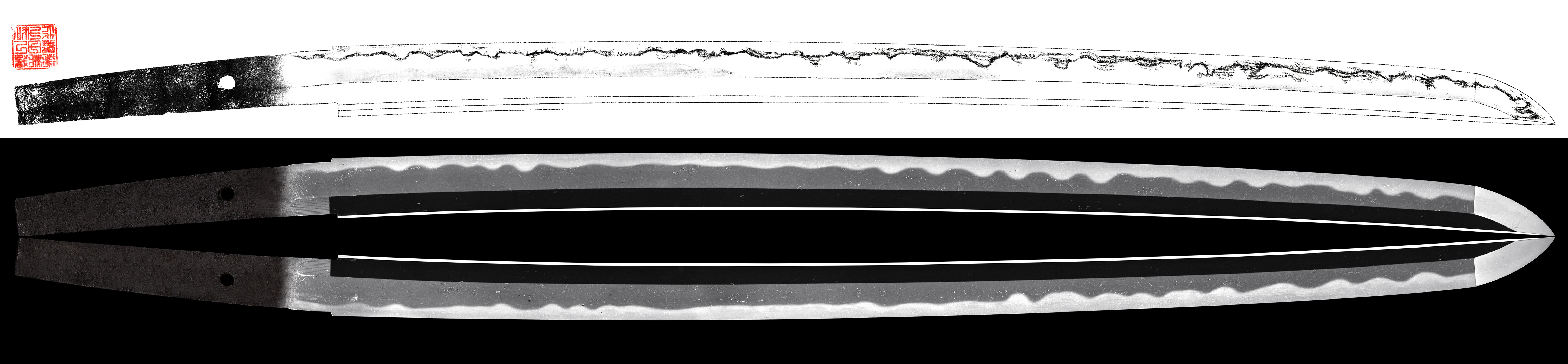
Oshigata d'une lame de Sadatsuna.